# Lorenzino de’ Medici (1935)
Lorenzino de’ Medici ist ein italienischer Historienfilm aus dem Jahre 1935 mit dem berühmten österreichischen Theaterschauspieler Alexander Moissi in der Titelrolle. Regie führte Guido Brignone. Das Drehbuch schrieb Tomaso Smith nach seiner Vorlage.

## Handlung
Florenz im frühen 16. Jahrhundert, zur Zeit der Renaissance.
Lorenzino de’ Medici, Mitglied der mächtigen und wohlhabenden Medici-Familie, die im 16. Jahrhundert weite Teile Norditaliens beherrscht, ist ein ehrgeiziger Mann. Nicht etwa, um dessen Tyrannenherrschaft zu beenden, plant er, seinen Verwandten, den ebenso lustbetonten und genussfreudigen wie rücksichtslosen Herzog Alessandro, zu ermorden, sondern aus rein persönlichen wie machiavellistischen Gründen. Denn er selbst strebt nach der Herrschaft über Familie und Land und wird doch von Alessandro in der Erbfolge übergangen. Schillernd in seiner Persönlichkeit, ist Lorenzino bei aller Machtgier doch ein Mann der Würde und der Kultur, eine noble Erscheinung mit Stilgefühl.
Lange zögert er, seinen fülligen Vetter beseitigen zu lassen. Denn Lorenzino ist hin- und hergerissen zwischen der Treue zu seiner Familie einerseits und seiner Liebe zu der schönen Bianca Strozzi. Sie ist die Tochter Filippo Strozzis, dem Oberhaupt der anderen berühmten Florentiner Familie. Erst als selbst Bianca Gefahr durch den Herzog droht, wird Lorenzino aktiv. Er organisiert eine handfeste Verschwörung, an deren Ende die Ermordung des verhassten Herzogs stehen soll. Seinen Mordplan soll der junge Soldat Michele del Tavolaccino ausführen, dessen Geliebte Nella eines von vielen Opfern des nimmersatten Alessandro ist. Der Plan gelingt, Herzog Alessandro stirbt einen langsamen, qualvollen Tod. Anschließend fliehen Lorenzino und Bianca nach Venedig. Dort holt Lorenzino der Fluch der bösen Tat schließlich ein. Ein gedungener Auftragsmörder tötet ihn.

## Produktionsnotizen
Der Ende 1934 entstandene Film wurde im Februar 1935 uraufgeführt. In Österreich, wo Lorenzino de’ Medici mit seiner Wiener Premiere am 20. März 1936 seine Erstaufführung in einem deutschsprachigen Land hatte, wurde er auch unter dem Zweittitel Der Verräter vorgestellt und mit den Prädikaten „Prunkvolle Ausstattung“ und „Ein farbenprächtiges Bild aus dem Italien des 16. Jahrhunderts“ beworben. Er lief dort im italienischen Original  mit deutschen Untertiteln.
Die filmhistorische Bedeutung von Lorenzino de’ Medici liegt vor allem in der Tatsache begründet, dass der legendäre Theaterstar Alexander Moissi hier zum letzten Mal vor der Kamera stand. Er starb wenige Monate nach Ende der Dreharbeiten.

## Kritiken
Filmkritiker Enrico Roma schrieb in der Cinema Illustrazione vom 13. März 1935: „Brignone zeigt uns in erster Linie die Persönlichkeit als eine politisch intrigante und begrenzt darüber hinaus das Drama auf wenige Monate seines Lebens in Florenz, die der Ermordung Alessandros vorangingen. […] Vom filmischen Blickpunkt aus betrachtet, mangelt es dem Film nicht an Qualität (…). Ihm mangelt es jedoch eher an Originalität ebenso wie auch die Massenszenen schlampig ausgeführt worden sind. Besser hingegen sind die Darsteller, die unter den Besten des Sprechtheaters ausgesucht wurden und aufgrund deren Leistungen dieses Werk Unterstützung und Ansehen verdient.“
Max Reinhardts einstiger Dramaturg, Dr. Franz Horch, widmete der Produktion in der Wiener Zeitung unter dem Titel „Der Moissi-Film“ in seiner Funktion als Kritiker eine ausführliche Besprechung. In der Ausgabe vom 21. März 1936 heißt es: "Das Erlebnis wie der alles übrige zurückdrängende Eindruck dieses Bildstreifens heißt: Alexander Moissi. Wenn man seiner zum ersten Mal ansichtig wird, steht er als Lorenzino hinter einem vergitterten Fenster und grüßt die draußen vorübergehende Bianca Strozzi. Es sind nur wenige, ganz alltägliche Worte, die Moissi bei dieser Gelegenheit spricht, und doch enthalten sie allen Zauber, allen Reiz dieser unverwechselbaren Stimme, die mit Tönen zu schmeicheln und zu streicheln weiß. […] Immer wieder fasziniert die körperliche Grazie dieses Darstellers, die vollendete Harmonie der Bewegungen, die persönlicher Ausdruck seines Wesens sind und zu Moissi gehören wie Stimme und Kopfhaltung, wie die weit geöffneten Augen, aus denen Melancholie und manche Ahnung von Menschlich-Allzumenschlichem leuchtet. Die Rolle des Lorenzino gibt Alexander Moissi kaum Gelegenheit, alle seine reichen darstellerischen Möglichkeiten zu erschöpfen. […] Alle Vorzüge und Besonderheiten des Verstorbenen scheinen hier auf engstem Raum zusammengedrängt und wirken so unmittelbar, als ob der, dem sie gegeben waren, noch am Leben wäre… […] Der von Guido Brignoni inszenierte Film enthält prachtvolle Florentiner Aufnahmen, das große Fest am Schluß ist dynamisch geschickt geführt und sicher gesteigert. Neben Moissi müssen Camillo Pilotto, den man den italienischen Laughton nennen könnte, als saftige Duca, die schöne und innige Germana Paoliere als edle Bianca und Marie Denis als anmutige Nella, gleichfalls eines der Opfer Alessandros, gerühmt werden, denn sie sind Schauspieler von Format und Können."
Die Österreichische Film-Zeitung meinte in ihrer Ausgabe vom 27. März 1936 auf Seite 3: "Ein letztesmal hat man die Gelegenheit, die große Kunst Moissis, seine ausdrucksvolle Mimik, seine geschmeidigen Bewegungen und die wundervolle Musik seiner modulationsfähige Stimme zu bewundern. […] Guido Brignone hat die Welt des florentinischen Fürstenhofes der Renaissance mit großer Prachtentfaltung inszeniert und mit zahlreichen Einzelheiten belebt."
In der Ausgabe vom 14. April 1936 resümierte der Kritiker H. T. S. in der New York Times: „A year after his untimely death the shadow of Alexander Moissi, one of the greatest actors on the Teutonic stage, makes its appearance on the screen of the Cine-Roma to prove that Moissi was just as effective in the soft Italian tongue to which he was born in Trieste as in the German language. […] Presumably most of the story is fanciful, but as Duke Alessandro really met a violent end, the scenarist has built a highly entertaining and colorful tale upon a foundation of fact. Magnificently mounted and acted by a cast apparently inspired by the work of their leader, "Lorenzino de’ Medici" is a credit to the rejuvenated Italian film industry.“